# Barry Alexander Brown
Barry Alexander Brown (Warrington (Cheshire), 28 de novembro de 1960) é um cineasta e montador inglês. Como reconhecimento, foi nomeado ao Óscar 2019 na categoria de Melhor Edição por BlacKkKlansman.